# GFZ Helmholtz-Zentrum für Geoforschung

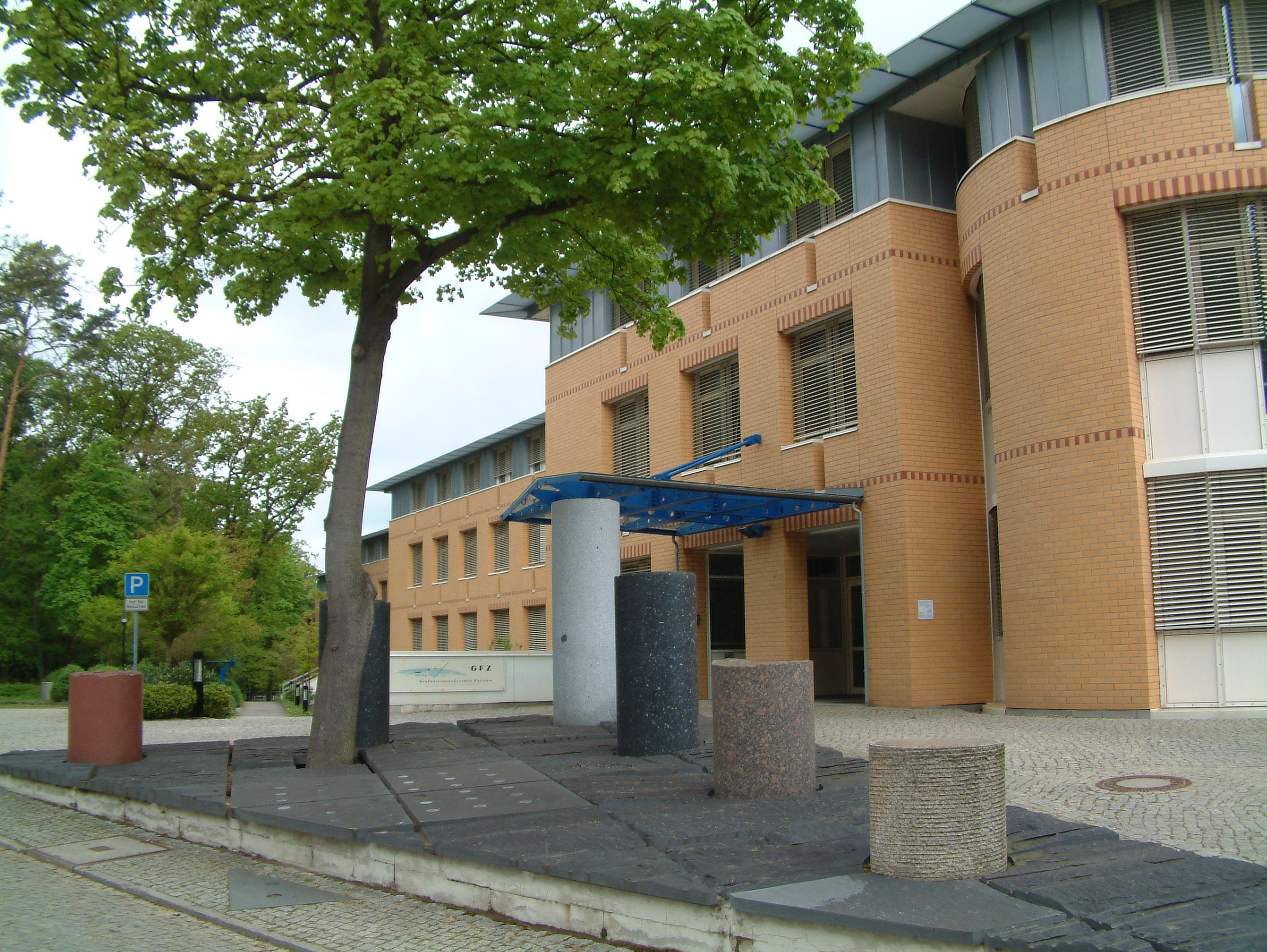
GeoForschungsZentrum (Foto: 2005)

Das GFZ Helmholtz-Zentrum für Geoforschung (englisch GFZ Helmholtz Centre for Geosciences) Stiftung des öffentlichen Rechts, bis zum 16. Juni 2008 GeoForschungsZentrum Potsdam bzw. bis zum 31. Dezember 2024 Helmholtz-Zentrum Potsdam – Deutsches GeoForschungsZentrum, ist das nationale Forschungszentrum für Geowissenschaften in Deutschland. Es befindet sich im Wissenschaftspark Albert Einstein auf dem Potsdamer Telegrafenberg.

## Organisationsform und Vorgängerinstitute
Das GFZ wurde 1992 als eine von drei neuen Großforschungseinrichtungen in der damaligen „Arbeitsgemeinschaft der Großforschungseinrichtungen“ gegründet.
Es steht in einer traditionsreichen Nachfolge von Forschungsinstituten, die sich seit Ende des 19. Jahrhunderts auf dem Telegrafenberg befinden und den Ruf Potsdams als exzellenten geowissenschaftlichen Standort begründeten. Unter anderem war dort das Zentralinstitut für Physik der Erde (ZIPE) angesiedelt, ein Institut der Akademie der Wissenschaften der DDR, das Forschungen in der Geophysik und der Höheren Geodäsie vereinigte.
Letztlich geht das GFZ auf ein Institut der Preußischen Akademie der Wissenschaften zurück, das Geodätische Institut Potsdam (GI). Unter seinem Direktor Friedrich Robert Helmert (Direktor von 1886 bis 1917) entwickelte sich das Potsdamer Institut zum Weltzentrum für die wissenschaftliche Geodäsie (die Wissenschaft von der Vermessung und Darstellung der Erde). Beispielsweise war der am GI in Potsdam unter maßgeblicher Beteiligung des Sektionschefs Theodor Albrecht ermittelte Absolutwert der Erdanziehung von 1909 bis 1971 der internationale Referenzwert („Potsdamer Schwerewert“).

Logo bis 2025

Das GFZ hat intensive Kooperationen mit anderen geowissenschaftlichen/geotechnischen Institutionen weltweit und ist Mitglied in der Helmholtz-Gemeinschaft Deutscher Forschungszentren. Träger ist zu 90 % das Bundesministerium für Bildung und Forschung und zu 10 % das Ministerium für Wissenschaft, Forschung und Kultur des Landes Brandenburg.

## Struktur des GFZ

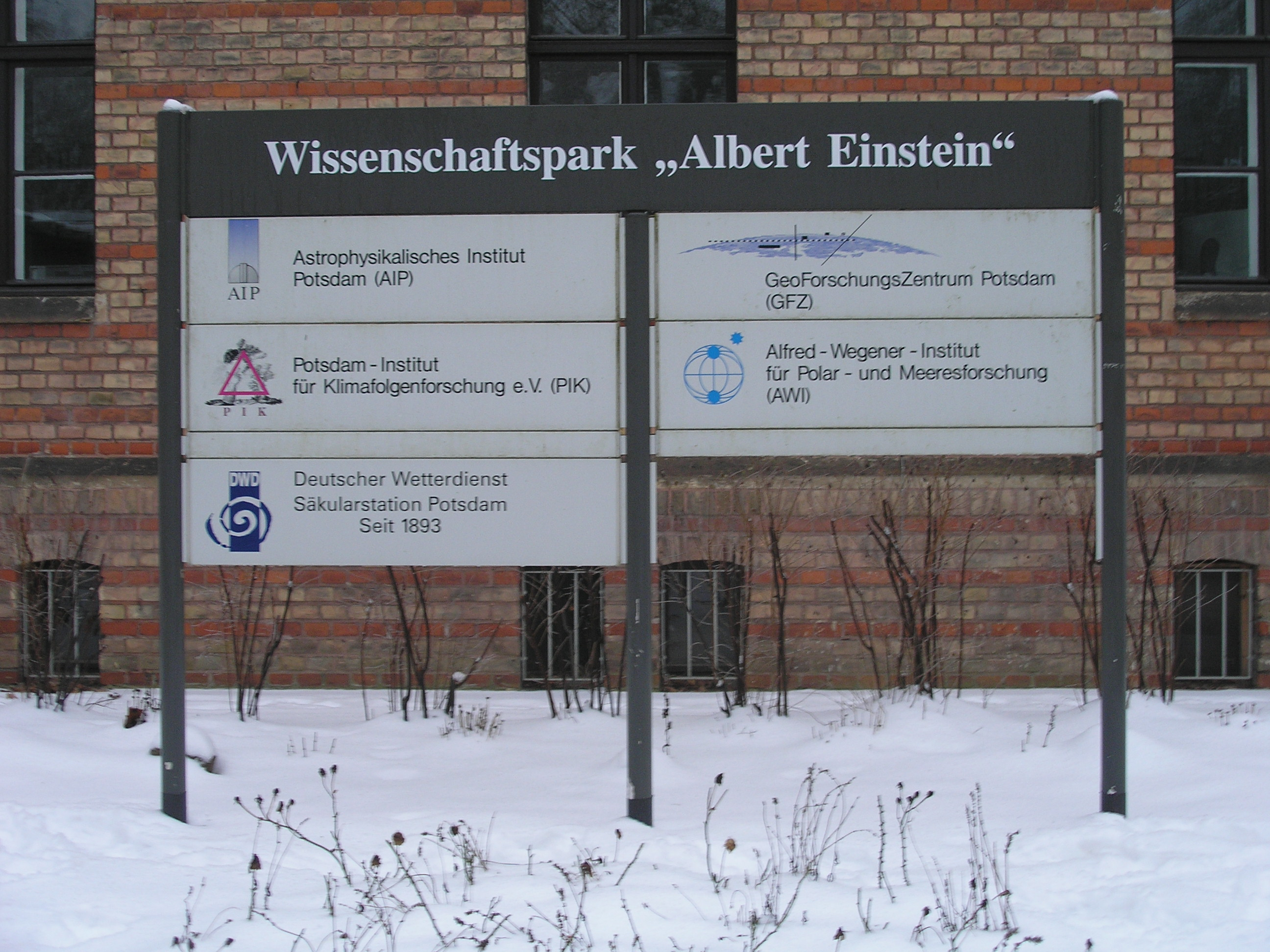
Informationsschild des Wissenschaftsparks „Albert Einstein“, Schild des GFZ oben rechts (Foto: 2006)

Das GFZ gliedert sich neben Vorstandsbereich und der Verwaltung in fünf Fachabteilungen, genannt „Departments“, die wiederum in „Sektionen“ aufgeteilt sind.

### Fachabteilungen
Die Departments heißen Geodäsie, Geophysik, Geochemie, Geosysteme und Geoinformation. Ihre Forschungsschwerpunkte sind:
1. Geodäsie und Fernerkundung: GPS/Galileo-Technologien, Erdbeobachtungssatelliten, dazu gehört auch die Entwicklung von Forschungssatelliten (Start GFZ-1 1992, CHAMP 2000, 2 GRACE-Satelliten 2002, GOCE, Satellite Laser Ranging und Gradiometrie), Schwerefeld und Gravimetrie, Fernerkundung, Erdsystemmodellierung und Geoinformatik. Zu den Aufgaben gehört die Erforschung des Erdschwerefeldes und der Erdrotation, internationale Dienste hierzu (IERS, IGS, Satellite Laser Ranging Station im Rahmen der ILRS[5] und 4D-Erdmodellierung); Entwicklung von Forschungssatelliten (siehe unten) und von Methoden der Kosmischen Geodäsie (insbes. Galileo), Fernerkundung (Remote Sensing)
2. Geophysik: Erdbebenrisiko und Frühwarnung, geophysikalische Tiefensondierung, Erdmagnetfeld, Seismologie, geodynamische Modellierung, Erdbebengefährdung und Spannungsfeld. Zu den Forschungsfeldern gehören: geophysikalische Erforschung der Erdkruste und des Erdmantels, angewandte Seismologie (Analyse von Erdbeben und anderen Naturkatastrophen, globales seismologisches Monitoring, Tsunami-Frühwarnsystem); Erdmagnetfeld und solar-terrestrische Beziehungen (Sonnenaktivität etc.),
3. Geochemie: Grenzflächen-Geochemie, anorganische und Isotopen-Geochemie, organische Geochemie, Chemie und Physik der Geomaterialien und oberflächennahe Geochemie  und Geomikrobiologie
4. Geosysteme: Geodynamik und Geomaterialien: Dynamik der Lithosphäre (siehe Plattentektonik), Geomechanik und Rheologie, Geothermie, Sedimentbecken-Analyse, Geomorphologie, Klima-Dynamik und Landschaftsentwicklung, Hydrogeologie, Ingenieur-Hydrologie
5. Geoinformation: Bibliothek[6] und Informationsdienste, eScience-Zentrum sowie IT-Service und IT-Betrieb

Zum Jahresbeginn 2023 ging das IASS Potsdam im GFZ auf. Es trägt seit der Namensänderung am 1. Januar 2025 den Namen
- RIFS Forschungsinstitut für Nachhaltigkeit am GFZ (RIFS).

Die Programmorientierte Förderung der Helmholtz-Gemeinschaft ordnet die Forschungsrichtungen am GFZ diesen Topics zu:
| Programme                              | Topic 1                           | Topic 2                                     | Topic 3       |
| -------------------------------------- | --------------------------------- | ------------------------------------------- | ------------- |
| Changing Earth – Sustaining our Future | Die Atmosphäre im globalen Wandel | Ozeane und Kryosphäre im Klimawandel        | Ruhelose Erde |
| Topic 5                                | Topic 8                           | User Facilities                             |               |
| Landschaften der Zukunft               | Georessourcen                     | MESI – Modular Earth Science Infrastructure |               |

### Geoengineering-Zentren und wissenschaftliche Infrastrukturen
Große Forschungsthemen sind zeitlich befristet in die Geoengineering-Zentren für das Erdsystem-Management eingebunden. Zurzeit bestehen folgende Geoengineering-Zentren:
- Internationales Geothermiezentrum ICGR
- Zentrum für Frühwarnung EWS
- Zentrum für GeoInformationsTechnologie CeGIT
- Zentrum für geologische Speicherung CGS
- Zentrum für integrierte Kohlenwasserstoffforschung CIHR (in Gründung)

Im Bereich Erdsystembeobachtung bestehen folgende wissenschaftlichen Infrastrukturen:
- Bibliothek und Informationsdienste LIS
- Modular Earth Science Infrastructure
- Observatorien
- Rechenzentrum
- Wissenschaftliches Bohren

## Satelliten-Projekte
Das GFZ hat mehrere Satelliten entwickelt. Bereits der Erste davon hat das Institut über die engeren Kreise seiner Wissenschaft hinaus bekannt gemacht.
Dieser erste, noch kleine LASER- und Forschungssatellit wurde GFZ-1 genannt und wurde 1992 für die Satellitentriangulation und die Analyse des irdischen Schwerefeldes gestartet. Seine Bahn in 400 km Höhe war für eine Lebensdauer von rund 5 Jahren ausgelegt. GFZ-1 wog 21 kg und war mit 60 passiven Retroreflektoren ausgerüstet, mit denen seine Entfernung zu den verschiedensten Bodenstationen wie auch zu der seit 1974 am GFZ existierenden SLR-Station Zentimetergenau gemessen wurde. Am 23. Juni 1999 verglühte der Satellit während Umlauf Nr. 23.718 in der oberen Atmosphäre.
Im August 2000 wurde (nach einiger Verzögerung) sein Nachfolger CHAMP für verfeinerte Messungen im Erdschwere- und Magnetfeld gestartet. Das Akronym steht für Challenging Minisatellite Payload for Geophysical Research. CHAMP bestimmte auch bestimmte Parameter der Sonnenaktivität.
Im Satelliten-Projekt GRACE hat das Geoforschungszentrum entscheidenden Anteil an der Entwicklung zukunftsweisender Satellitentechnik. Man kann die zwei 2002 gestarteten GRACE-Satelliten als zwei CHAMPs betrachten, die auf derselben Umlaufbahn in etwa 200 km Entfernung hintereinander fliegen und dabei mit Mikrowellen laufend ihre Distanz (Elektronische Distanzmessung) und Dopplerverschiebung messen. Diese modernste Technik wird Satellite-to-Satellite Tracking (SST) genannt und analysiert laufend die Entfernung der beiden Satelliten auf Millimeterbruchteile genau. Daraus werden zusätzliche Messwerte produziert, aus denen man schließlich ein äußerst genaues, über etwa 100 × 200 km geglättetes Schwerefeld ableiten kann.
Die Folgemission GRACE-FO (Gravity Recovery and Climate Experiment-Follow-On) Mission wurde am 22. Mai 2018 erfolgreich gestartet und setzt die Ziele und Datensätze der GRACE-Mission (2002–2017) fort. Als sekundäres Ziel hat GRACE-FO auch ein Laser Ranging Interferometer (LRI) als Technologie-Demonstration an Bord. Das LRI vermisst wie das K/Ka-Band Instrument, allerdings wesentlich genauer, die Abstandsänderungen zwischen den beiden Satelliten und dient damit der Vorbereitung zukünftiger GRACE-ähnlicher Missionen.
Seit einigen Jahren kooperiert das GFZ mit dem Entwicklungsteam des geplanten GOCE-Satelliten, der die GRACE-Methodik noch weiter verfeinern soll. Auch eine Kooperation zur Weiterentwicklung des PRARE-Messsystems sowie mit der Satellitenstation Wettzell im Bayerischen Wald ist im Gange.

## Tsunami-Frühwarnung-Projekte

### BMBF-geförderte Projekte: GITEWS und PROTECTS
In den Jahren 2005 bis 2011 entwickelte das GFZ in Zusammenarbeit mit weiteren Partnern aus Wissenschaft, Forschung und Industrie das Tsunami-Frühwarnsystem GITEWS (German-Indonesian Tsunami Early Warning System) für Indonesien und den östlichen Indischen Ozean. Zu diesem Zweck integrierte das deutsche Frühwarnsystem eine breite Basis von Sensoren, zu denen neben Erdbebenmessstationen, Positionsbestimmungs-Messstationen (GPS) und Küstenpegeln, auch auf dem Meeresboden abgelassene Druckmesser zählten. Die Daten werden via Satellit an ein Frühwarnzentrum weitergegeben. Zunächst waren auch Ozeanbojen zur direkten Messung eines Tsunamis als Teil des Forschungskonzeptes vorgesehen – diese sind jedoch aufgrund des hohen Wartungsaufwands küstennaher Bojeninstallationen seit 2010 nicht mehr Bestandteil des operativen Warnsystems. Vor allem die Weiterentwicklung des so genannten GPS-Shield, einem dichten Messnetz aus GPS-Stationen, ermöglichte es, das Bojenkonzept nicht weiterzuverfolgen. Die Kosten in Höhe von 45 Mio. Euro stellte das Bundesforschungsministerium (BMBF) im Mai 2005 zur Verfügung. Am 29. März 2011 wurde das System an Indonesien übergeben und bildet seither die Kernstruktur des indonesischen Tsunami-Frühwarnsystems InaTEWS.
Das GITEWS-Nachfolgeprojekt PROTECTS verfolgt das Ziel, den indonesischen Partner in der Betriebsphase des Tsunami-Frühwarnsystems durch Ausbildung, Training und wissenschaftliche Beratung intensiv zu unterstützen. Die nachhaltige Sicherung des Systems soll damit gewährleistet und der indonesische Partner nach Abschluss des Projektes im März 2014 in der Lage sein, das System nachhaltig zu betreiben.

### Europäisches Forschungsrahmenprogramm-geförderte Projekte: DEWS und TRIDEC
Auf europäischer Ebene ist das GFZ im Bereich Tsunami-Frühwarnsysteme an den Projekten DEWS (6. EU-Forschungsrahmenprogramm: 6,1 Mio. Euro Projektkosten) und TRIDEC (7. EU-Forschungsrahmenprogramm: 8,9 Mio. Euro Projektkosten) der Europäischen Union beteiligt. TRIDEC wurde bei den Global Risk Awards 2013 im Bereich Managing risk across boundaries ausgezeichnet.
Ergebnisse aus dem Bereich Tsunami-Frühwarnsysteme wurden auf der Weltausstellung Expo 2012 ausgestellt.

## Dokumentationen

### Dokumentarfilme
- Mission Erde – Geoforschung zwischen Himmel und Hölle (ARD-Dokumentation, 2001, Buch und Regie: Torsten Sasse). Ein Kamerateam begleitet die Wissenschaftler des Geoforschungszentrums Potsdam zu den geologischen Brennpunkten der Erde. Die GFZ-Forscher untersuchen den Vulkan Merapi auf Java, nutzen den Satelliten Champ zur Messung des Erdmagnetfeldes und experimentieren mit Gashydraten im Permafrostboden der kanadischen Arktis. Einen Schwerpunkt legt die Dokumentation auf die wissenschaftlichen Auswertungen in den Potsdamer Labors.

- Die Tsunami-Warner (Arte-Dokumentation, 2005). „Als der Tsunami am zweiten Weihnachtstag des vergangenen Jahres verheerende Schäden anrichtete, wurden die Beben, die ihn verursachten, durchaus gemessen. Aber es fehlte an einem Warnsystem, das rechtzeitig einen Alarm hätte auslösen können. Dieses Seebeben-Frühwarnsystem wird nun im Indischen Ozean installiert – von Wissenschaftlern aus Deutschland und ihren indonesischen Partnern, den Tsunami-Warnern. Die Dokumentation stellt das Projekt vor.“

### Ausstellung
Vom 24. März bis zum 9. Juli 2017 zeigt das GFZ im Haus der Brandenburgisch-Preußischen Geschichte eine zweisprachige Ausstellung (deutsch, englisch) mit dem Titel Ausstellung: Fokus Erde – Von der Vermessung unserer Welt, in der zahlreiche Exponate aus der Geschichte der Geoforschung auf dem Potsdamer Telegrafenberg gezeigt werden.

Exponate der Ausstellung 2017 (Auswahl)
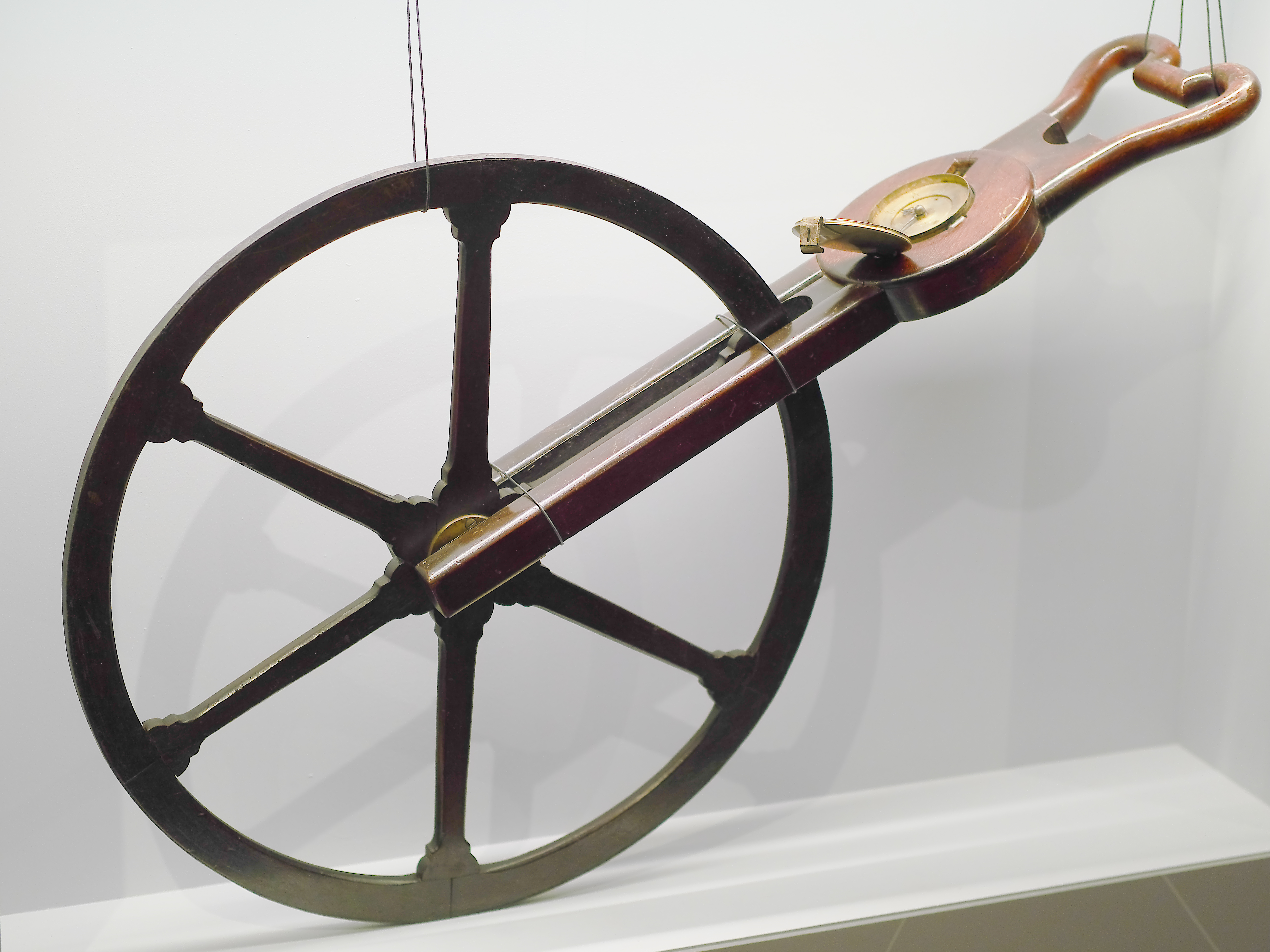
Hodometer aus Holz für den Einhandbetrieb aus London um 1760
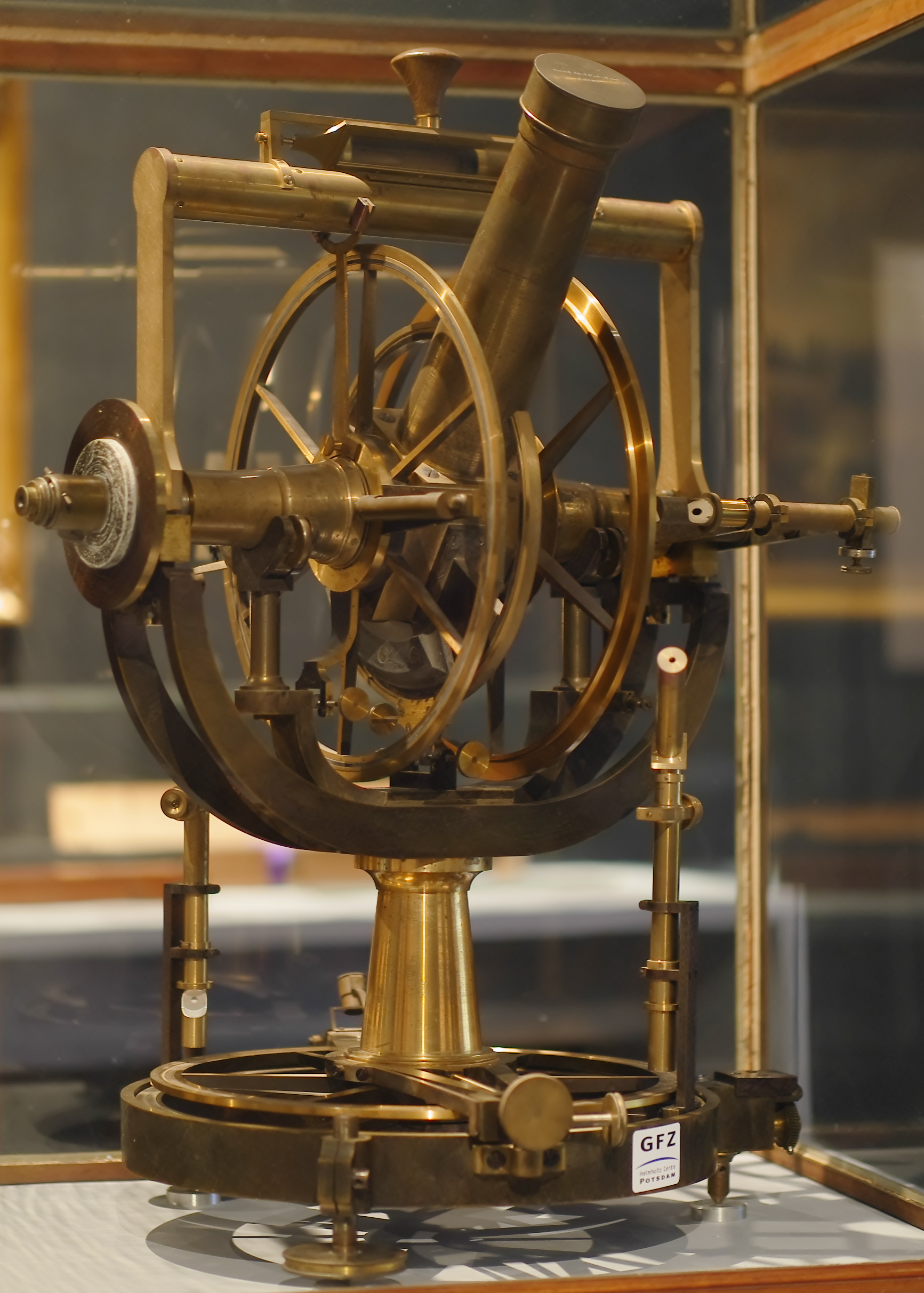
Historischer Universaltheodolit vom Hersteller Pistor & Martins in Berlin (1851)
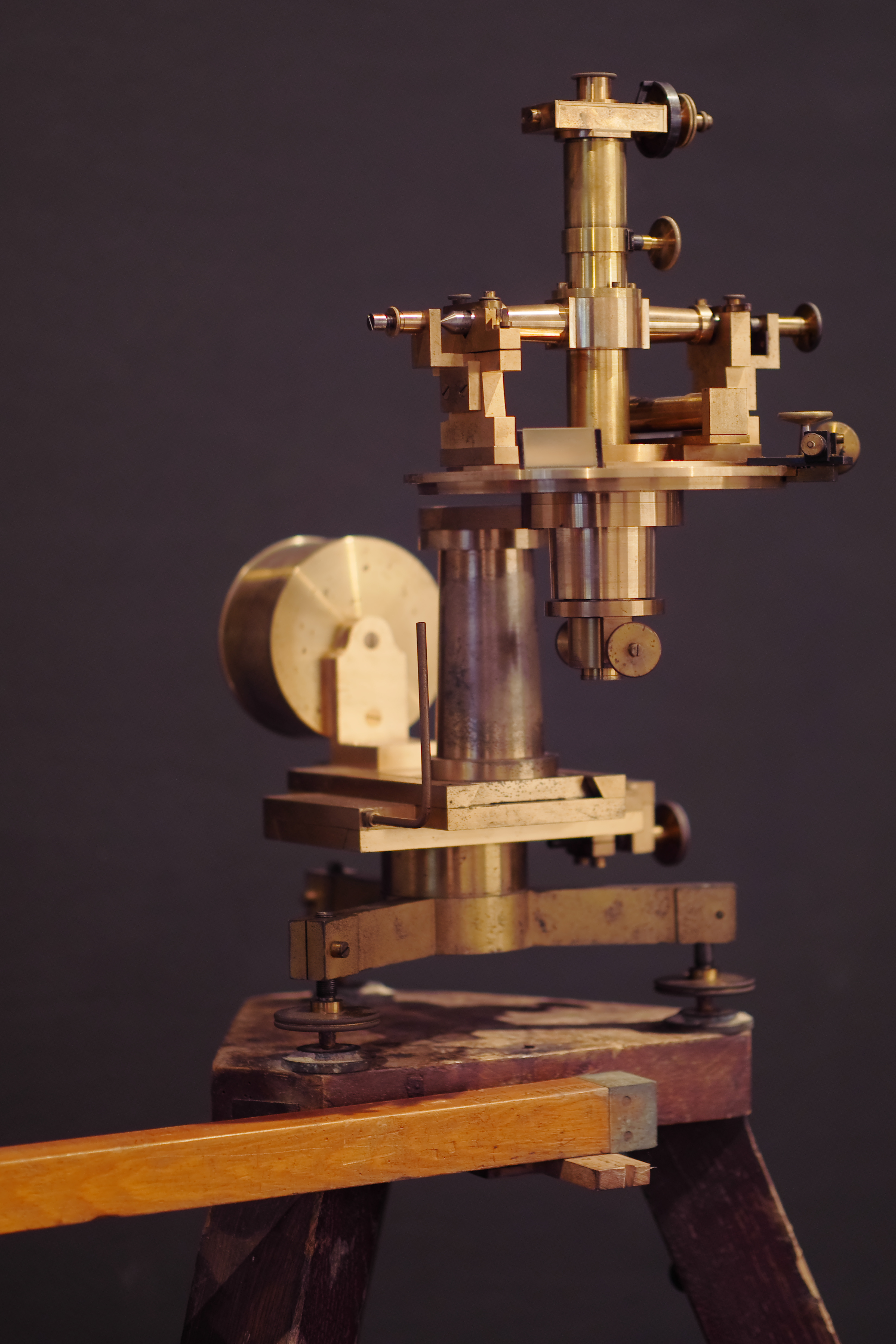
Basisapparat zur Ausmessung von Basislinien des Herstellers Gebrüder Brunner in Paris, Baujahre 1876 bis 1878
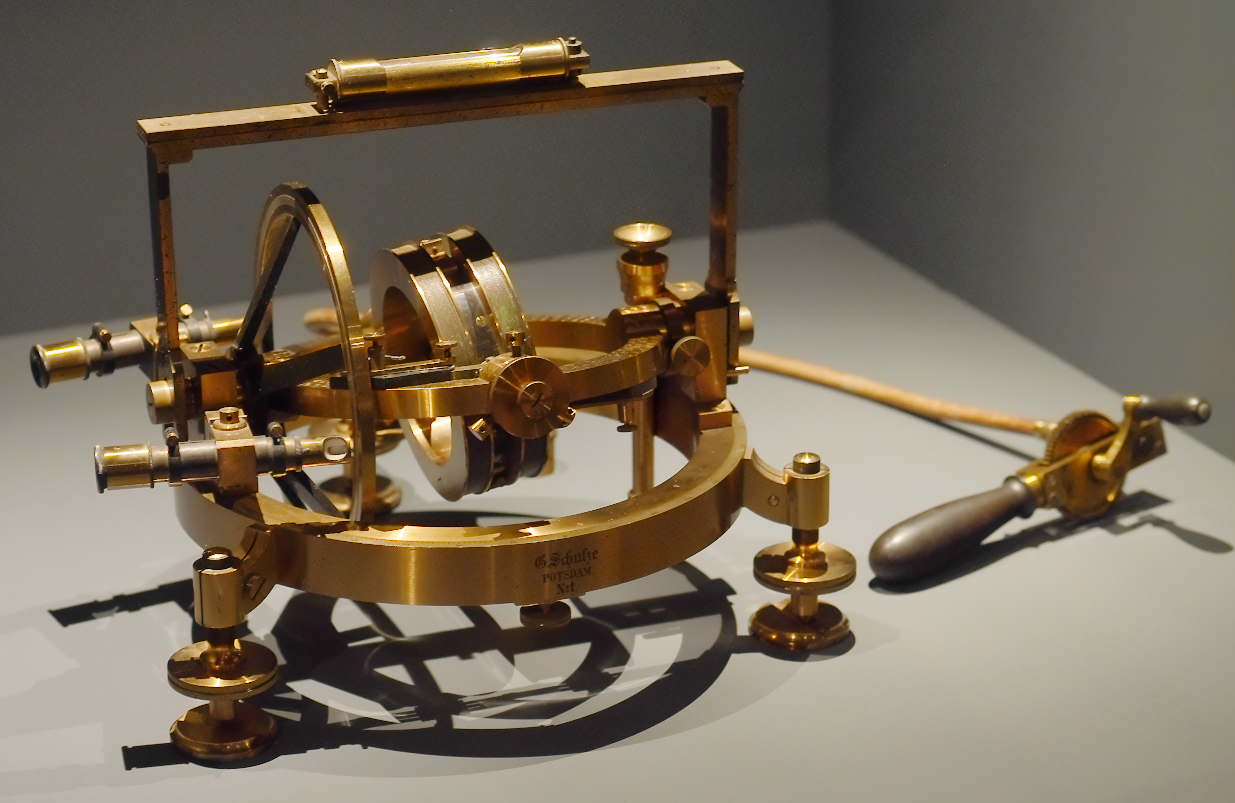
Erdinduktor Nummer 1 vom Hersteller G. Schulze in Potsdam (um 1900)
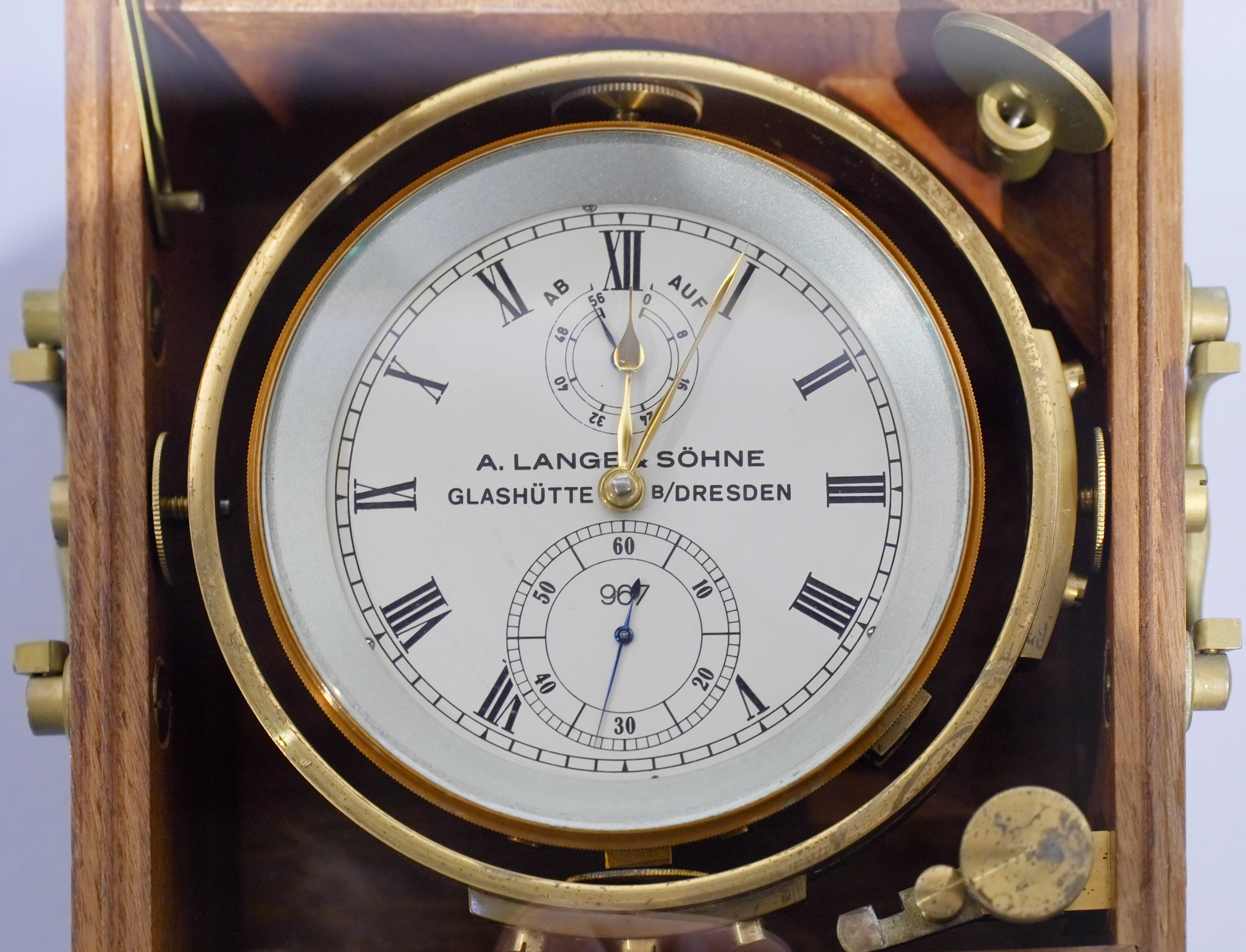
Marinechronometer der Firma A. Lange & Söhne Glashütte (1948)
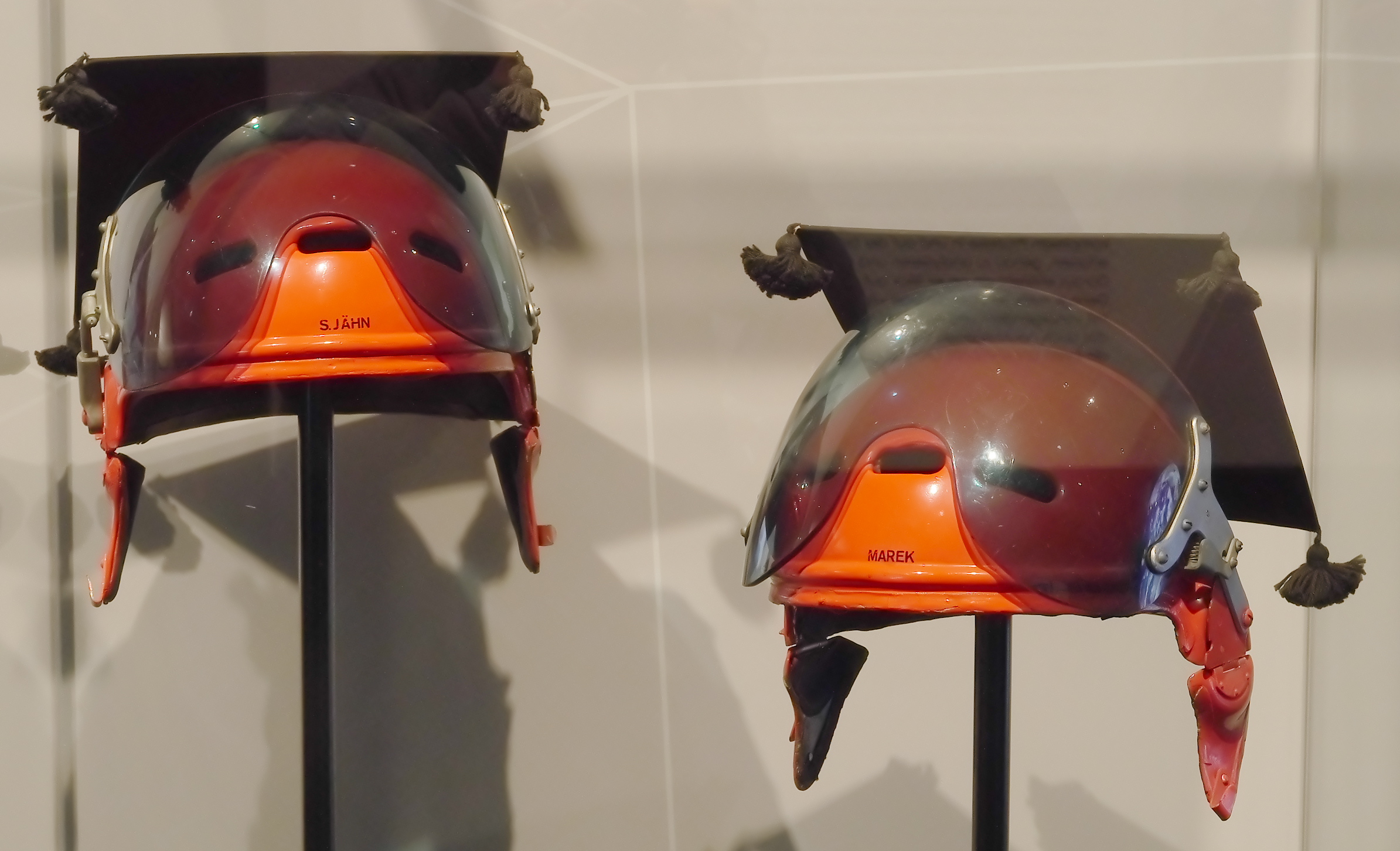
Doktorhüte aus Fliegerhelmen der Nationalen Volksarmee von Sigmund Jähn und Karl-Heinz Marek von 1983
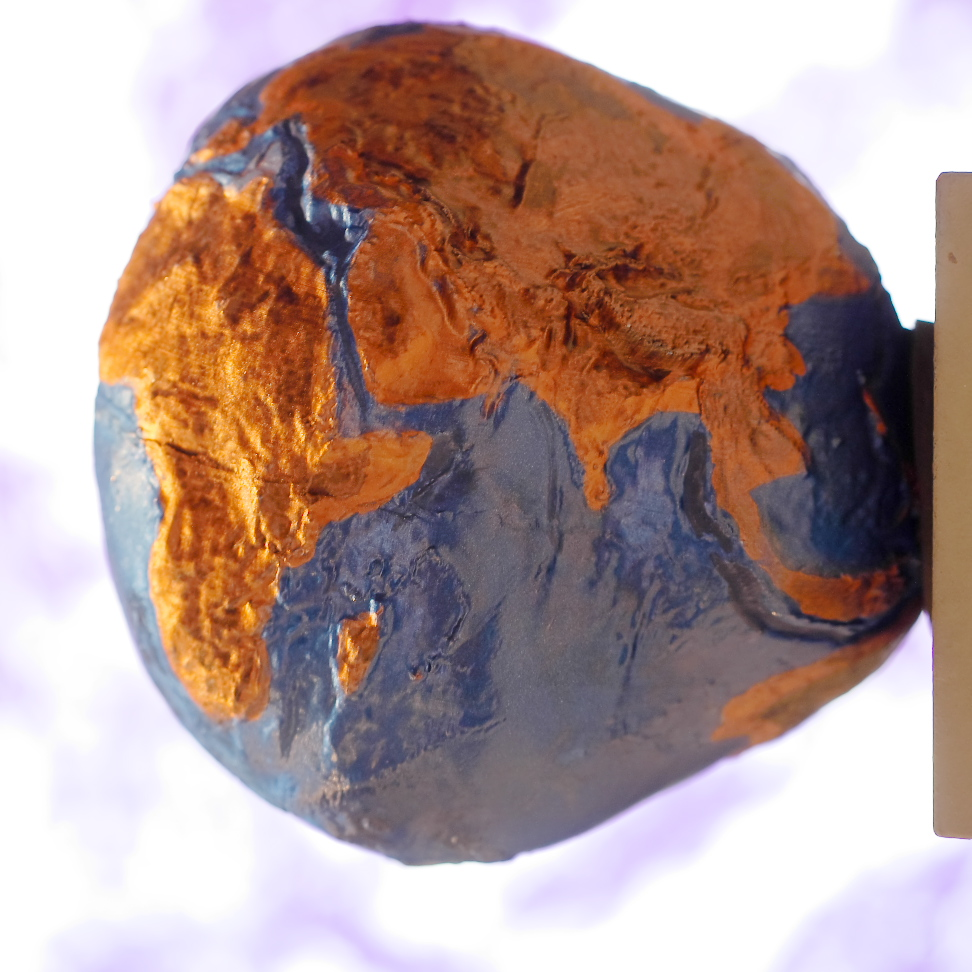
Dreidimensionales Modell der „Potsdamer Kartoffel“ (2017) mit einer 15000-fach überhöhten Darstellung der Erdoberfläche